# فرمان سردیکا

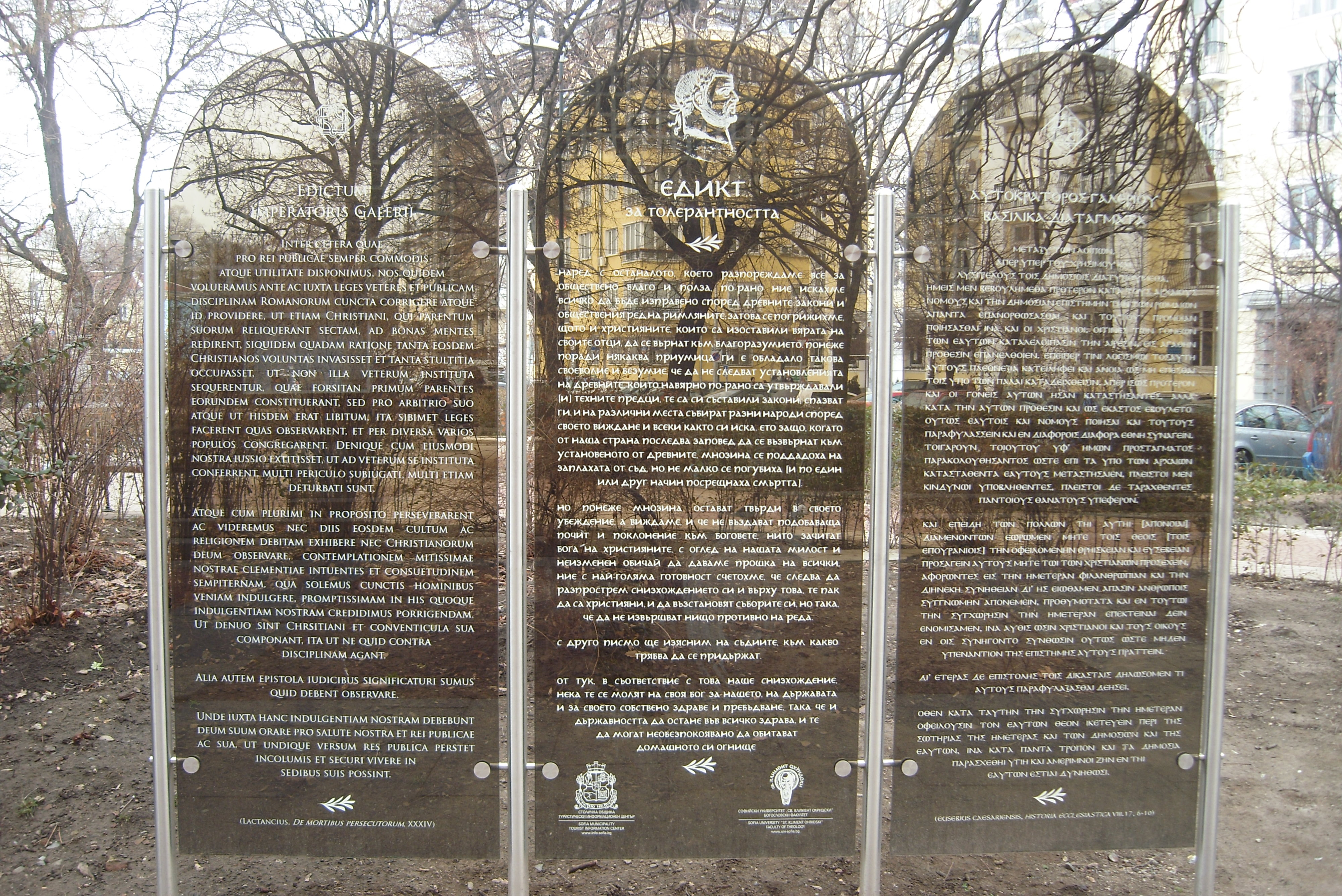
جزییات فرمان سردیکا نوشته شده روی 3 لوح

فرمان سردیکا (انگلیسی: Edict of Serdica) در سال ۳۱۱ در سردیکا (اکنون صوفیه، بلغارستان توسط امپراتور روم گالریوس صادر شد. این فرمان رسماً به آزار بزرگ مسیحیت در امپراتوری بیزانس پایان داد.